# گائو لیهوا
گائو لیهوا (انگلیسی: Gao Lihua؛ زادهٔ ۳۱ اکتبر ۱۹۷۹) ورزشکار هاکی روی چمن اهل چین است.
وی در مسابقات کشوری و بین‌المللی در مجموع برندهٔ ۲ مدال طلا، ۲ مدال نقره شده است.